# ТЕС Тільремт
ТЕС Тільремт (Tilghemt) – теплова електростанція у центральній частині Алжиру.
У 1988 році на площадці станції ввели в експлуатацію дві газові турбіни General Electric типу MS 9001 потужністю по 100 МВт.  В першій половині 2011-го на станції провадились роботи з модернізації обладнання до рівня  9001E.
Також можна відзначити, що окремі джерела номінують потужність станції як 220 (2х110) МВт.
Як паливо використовують природний газ (майданчик ТЕС знаходиться за кілька кілометрів від найбільшого газового родовища країни Хассі-Р’мель).